# 경순군주
경순군주(慶順郡主, 1643년 - 1697년)는 조선 후기의 왕족이며 인조의 아들 소현세자와 민회빈 강씨의 다섯째 딸이다. 이름은 정온(正溫)이다.

## 생애
경순군주는 1643년 소현세자와 민회빈 강씨의 다섯째 딸로 청나라 심양에서 태어났다.
아버지가 세자의 신분이었지만 그는 군주 작위를 받지 못했다. 1644년 명나라의 마지막 황제 숭정제가 자살하고 명이 멸망하자, 1645년 정월 소현세자와 민회빈 강씨는 8년간의 억류생활을 끝마치고 조선에 귀국하게 된다. 그러나 아버지 소현세자는 귀국 직후 의문의 독살을 당하게 된다. 
소현세자 사후 어머니 민회빈 강씨를 따라 출궁했는데, 어머니 민회빈 강씨가 수라에 독을 탔다는 누명을 쓰고 1646년 4월 30일/음력 3월 15일 사사되었다.
(16대 임금 인조(23년) 1945년 4월26일 3세때 아버님 소현세자 께서 의문의 병사를 하시고 4세때에 1646년 3월15일 어머님 세자빈 강씨께서 사사를 당하시어 돌아가셨다. 졸지에 부모를 여위신 경순군주 등 소현세자의 세딸을 인조임금은 인조반정 전 사시던 사저 향교동에 보양상궁으로 하여금 보살피게 하셨으며, 인조는 소현세자께서 돌아가시자, 원손 석철이 아닌 2자이며 소현의 동생 봉림대군에게 세자 책봉을 하명하시며
“효제(孝悌)의 도리를 닦아 형(소현세자)의 자식을 마치 너의 자식처럼 보살피거라.(부마와 공주와 견주워 돌보아 주라.)” 하명하셨다.)
훗날 효종의 배려로 다시 입궁하게 된다.

17대 임금 효종(孝宗)깨서 13세인 변공 광보 조부님과 효종임금의 형님이신 소현세자 셋째따님인 조카 정온(경순군주)과 직접 간택하시여 짝을 지어주셨고, 아버지인 16대 임금 인조의 유지를 받들어 부마와 공주나 다름없이 돌보아 주었으며, 하교하여 황창부위와 경순군주로 봉작(峰爵)을 증(贈)하시었다.
| “ | "황창부위 변공 광보께서는 금산군수를 역임하신 변공 명익의 2자이시고, 모친은 목사를 역임한 김효성의 따님이신 숙인 광주 김씨이시다. 인조22년(1644년8월28일)에 태어나셨으며 어려서부터 문재(文才)가 뛰어나 7세에 능히 글을 지으셨고, 타고난 의량과 도량이 숙성하셨으며, 성품이 아름다우시고 풍도(風道)가 고상하시고 곧으셨다.(묘표해석) 효종7년(1656년) 13세 때 효종임금께서 직접 선택하여 소현세자의 3녀(정온)와 짝지어주시고 부마에 견주어 돌보아 주셨다. 효종8년(1657년) 14세에 예부시에 합격하셨으며 효종10년에 황창부위에 봉작 되셨다. 효심이 각별하신 공은 연이은 부친과 모친상으로 건강을 해쳐 현종2년(1661년12월 18일) 18세의 나이로 후사도 없으신 체 요절하셨다." | ” |

이후 효종에 의해 상경하였고, 1659년(효종 10년) 세자의 적녀에게 주어지는 '군주'에 봉작되어 경순군주로 책봉되었다. 황창 부위(黃昌副尉) 변광보(邊光輔)와 혼인하였으나 1661년(현종 2년) 사별하였다. 당시 집이 가난하여 장례를 제대로 치룰 수 없게 되자 현종이 정원에 하교하여 장례를 치를 수 있도록 하였다. 1672년(현종 13년) 4월에는 사헌부의 금리가 경순군주의 집에 함부로 들어가 소란을 피우고 노비를 형신하는 과정에서 난리통에 경순군주가 넘어지고 수모를 겪은 일이 발생하자, 종친부가 사헌부의 금리를 죄줄것을 청하였고 현종이 수락하였다.
*18대 임금 현종은 경순군주와 청나라 심양관소에서 출생했으며 경순군주께는 사촌 오빠이시이다, 
공(公)께서 18세에 요절하시자 장례를 예로 돌보아 주는 등 보살핌이 각별하셨다.  
19대 임금 숙종은 공을 영평 갈현(현 파주)에서 여주 장흥동(현 장흥리)으로 이장 할 때 경순군주께서 장흥사의 훼철과 황창부위공의 원찰로 삼을 것을 간절히 소청하시자 윤허를 하여 주셨고 , 산록과 토전 약 150만평과 수총노비를 사폐 절수 하사를 하시었으며 종택을 지을 물자를 장흥고에서 하사하시는 등 황창부위, 경순군주를 다른 왕족과 다르게 애달피 여기시어 돌보아주셨다.  
19세에 후사도 없이 청상이 된 경순군주 께서는 18세에 요절하신 남편 황창부위 세거의 기반으로 삼으시기 위해 군주께서는 56세에 숭례방에서 별세하시는 날까지 각고를 하시었다.
경순군주께서는 할아버지 인조, 삼촌 효종, 사촌 오빠 현종, 조카 숙종의 네 주상을 모시었다. 

현종(1641년2월4일-1674년8월18일)
== 가족 ==
세종(4대)대왕릉과 효종대왕(17대)의 릉이 모셔있는 여주시 능서면 왕대리에서 20여㎞ 떨어진 경기도 여주시 금사면 장흥리에 황주변씨(黃州邊氏) 황창부위(黃昌副尉) 변공(邊公) 광보(光輔) 1세 조부(祖父)님과 결혼하신 소현세자(昭顯世子)의 셋째 따님, 경순군주(慶順郡主)께서 숙종(肅宗) 하사(下賜)하신 사패지(賜牌地) 산록과 토전에 경순군주께서 황창부위 변공의 세거의 기반으로 삼으시고, 두 분의 단봉 합장묘(合葬墓)와 종택(宗宅)과 불천위(不遷之位)를 모시는 사당, 2세부터 9세손(九世孫) 선조(先祖)의 합장묘역을 모시고, 기제사를 320여년이 지난 지금까지 재자(在字) 항렬인 10세 종손(宗孫), 지손(支孫)이 사패지내 모셔진 선조의 묘역을 보살피고, 종택(宗宅)을 보존하며 제례(祭禮)와 유지되어온 가풍(家風)을 지키며 대를 이어 모셔오고 있다. 
* 조부 : [[조선 인조|인조]](仁祖, 1595 - 1649, 재위 : 1623-1649) : 조선 제16대 국왕
1. 묘소는 배위(配位) 경순군주와 단분(單墳) 합장묘(合葬墓)로 조성되었고 원형의 봉분(封墳)에는 후에 자손이 호석(護石)을 둘렀다. 봉분 주원(周園)에는 곡장(曲墻)을 설치(設置)했다. 봉분 앞에는 혼유석(魂遊石), 상석(床石), 지석(?石), 향로석(香爐石), 장대석(長臺石), 등이 배치되어 있고, 좌, 우에는 동자석(童子石), 망주석(望柱石), 문인석(文人 石)이 각각 한 쌍(雙)씩 건립되어 있다. 봉분 우측에는 장방형 대석 위에 오석의 비신을 세우고 팔작지붕 형태의 옥개석 (屋蓋石: 집을 덮은 돌)을 갖춘 묘표가 건립되어 있다.  1700년(숙종 26년)에 세워졌다. 묘표(墓表) 비신(碑身)의 크기는 높이 148㎝, 폭 63㎝, 두께 26.5㎝이다.

현재까지도 후손들이 보존중이다

## 경순군주 언문단자 해석
| “ | 주상 마마 전 감히 신이 언문으로 전하 좌우의 사사로이 정단(서면으로 관하에 제출) 하옵는 일이 극히 외람 하오나 마지 못해 외람스럽게 단자(편지)를 알외오니 수찰하소서 미망 신이 저년의(가까운해) 윤판서 집과 탑전의 상송(송사)하온뒤에 상(조정)으로부터 물론 윤판서 송한림(벼슬)조씨하고 사패 절슈(땅을 잘라받음) 후에는 일석디지(돌하나,땅)외에 풀한포기 나무 한그루를 감히 범치 못 할 줄 판하(왕이 판결을 내림)를 받았으니 이 은슈(은혜)가 망극하옵니다. 신이 두 번 남편의 묘에 가 보은즉 사폐 경계가 넓으니 신이 일이 고단하옵고 또 자손이 변변치 아니하오니 절슈(잘라서 받은땅) 경계내에 일후(이후)에는 신이 시아주버니의 자손중이나 혹 외손 중이오나 납장(결혼)하와도 일석디지(돌하나 땅) 외에 편토척지(조그만 땅, 자투리)와 일초일목을 간섭치 못하도록 다시 윤허를 받자옵기 황공스럽게 북측계슈백(머리를백번조아리며) 근단(삼가) 우 (글을 올립니다.) 쥬(임금) 상전하(전상서) 하 많이 삶거온(여쭈운) 특위(:특별히) 다루시어 윤허 하옵시어 일후(앞으로) 폐막(없애기 어려운 폐단까지도) 막 삽기 (막아주시기) 바라옵나이다. 군주(경순군주)의 정지(딱한사정)가 극히 긍민(불쌍하니 소청은 특위허시(특별히다루워서) 긎치라.(끝나게 하라)” 계유(숙종:1693년) 3월 미망인 신 경순군주 단자. ≪경순군주께서 사폐절수 하사하신 사폐지 유지에 관해 언문 단자로 긴절히 소청하시였고 쥬상 숙종께서 언문단자로 특위(특별히) 윤허를 하시었다.≫ | ” |

## 가족
- 조부 : 인조(仁祖, 1595 - 1649, 재위 : 1623-1649) : 조선 제16대 국왕
- 조모 : 인열왕후 한씨(仁烈王后 韓氏, 1594 - 1635)
  - 아버지 : 소현세자(昭顯世子, 1612 - 1645)
- 외조부 : 문정공 강석기(姜碩期, 1580 - 1643)
- 외조모 : 신예옥(申禮玉, ? - 1647)
  - 어머니 : 민회빈 강씨(愍懷嬪 姜氏, 1611 - 1646)

#### 형제[편집]
| 兄 | 경선군 慶善君     | 1636년 - 1648년 |
| 姉 | 경숙군주 慶淑郡主 | 1637년 - 1655년 |
| 兄 | 경완군 慶完君     | 1640년 - 1648년 |
| 姉 | 경녕군주 慶寧郡主 | 1642년 - 1682년 |
| 弟 | 경안군 慶安君     | 1644년 - 1665년 |

- 남편 : 황창부위(黃昌副尉) 변광보(邊光輔, 1644 - 1661)

 여주 장흥리 변씨 고택 (후손)